# Società svizzera degli impresari-costruttori
La Società svizzera degli impresari-costruttori (SSIC) è l'associazione dei datori di lavoro del settore principale della costruzione in Svizzera. La SSIC circa 2800 aziende operanti nel campo dell'edilizia, del genio civile e del genio civile speciale. 
La SSIC consente ai suoi membri di adempiere ai propri obblighi di contributo alle assicurazioni sociali, offre loro una propria cassa pensione e collabora all'applicazione paritetica del contratto nazionale mantello e del contratto collettivo di lavoro con pensionamento flessibile. Si impegna nel campo della formazione professionale, della sicurezza sul lavoro, della tutela della salute e dell'ambiente e offre una prima consulenza in questioni giuridiche.

## Storia
Tra il 1889 e il 1896, nelle maggiori città svizzere, i costruttori edili crearono delle associazioni locali che si unirono nel 1897 nella Società svizzera degli impresari-costruttori (SSIC), allo scopo di difendere i propri interessi sul piano politico e sociale.
Nel 1938 stipulò con i sindacati un Contratto nazionale mantello (Cnm) che diede avvio a un periodo di pace sociale e favorì, negli anni 1960-70, l'introduzione della settimana lavorativa di cinque giorni nel settore edilizio. 2015 le delegazioni della SSIC e dei sindacati Unia e Syna hanno raggiunto un'intesa su un nuovo Cnm per l'edilizia principale. Il nuovo contratto è entrato in vigore il 1º gennaio 2016 e giungerà a scadenza alla fine del 2018.

## Struttura societaria
Il campo di azione della SSIC comprende tutto il territorio svizzero. Quest'ultimo è suddiviso geograficamente nelle seguenti sette regioni: Ticino, Svizzera orientale, Cantone di Berna, Svizzera nordoccidentale, Svizzera centrale, Zurigo-Sciaffusa e Romandia. Ogni regione può essere composta di sezioni. Ogni membro della SSIC è contemporaneamente e obbligatoriamente anche membro di una delle sette regioni menzionate e/o delle relative sezioni.
Il presidente centrale è a capo della SSIC. Dal 2015 l'impresario costruttore ticinese Gian-Luca Lardi dirige gli organi della SSIC, la rappresenta verso l'esterno e assicura il contatto tra gli organi dell'Associazione e l'Amministrazione centrale. Lardi è il responsabile ultimo della direzione dell'Amministrazione centrale. Dal 2016 Benedikt Koch è il direttore della SSIC.
La sede principale della SSIC si trova a Zurigo (dal 1905); le sezioni di Losanna e Bellinzona offrono diverse prestazioni ai membri. Nel 1972 venne aperto un centro di formazione a Oberkirch presso Sursee.